# Allopterodon
Allopterodon — вимерлий рід гієнодонтових ссавців родини Proviverridae. Скам'янілості (3 колекції) знайдено у Швейцарії та Великій Британія. Описано 3 види: Allopterodon bulbosus, Allopterodon minor, Allopterodon torvidus.